# Kalanchoe arborescens
Kalanchoe arborescens es una especie del género Kalanchoe, nativa de Madagascar donde se encuentra en la Provincia de Toliara.

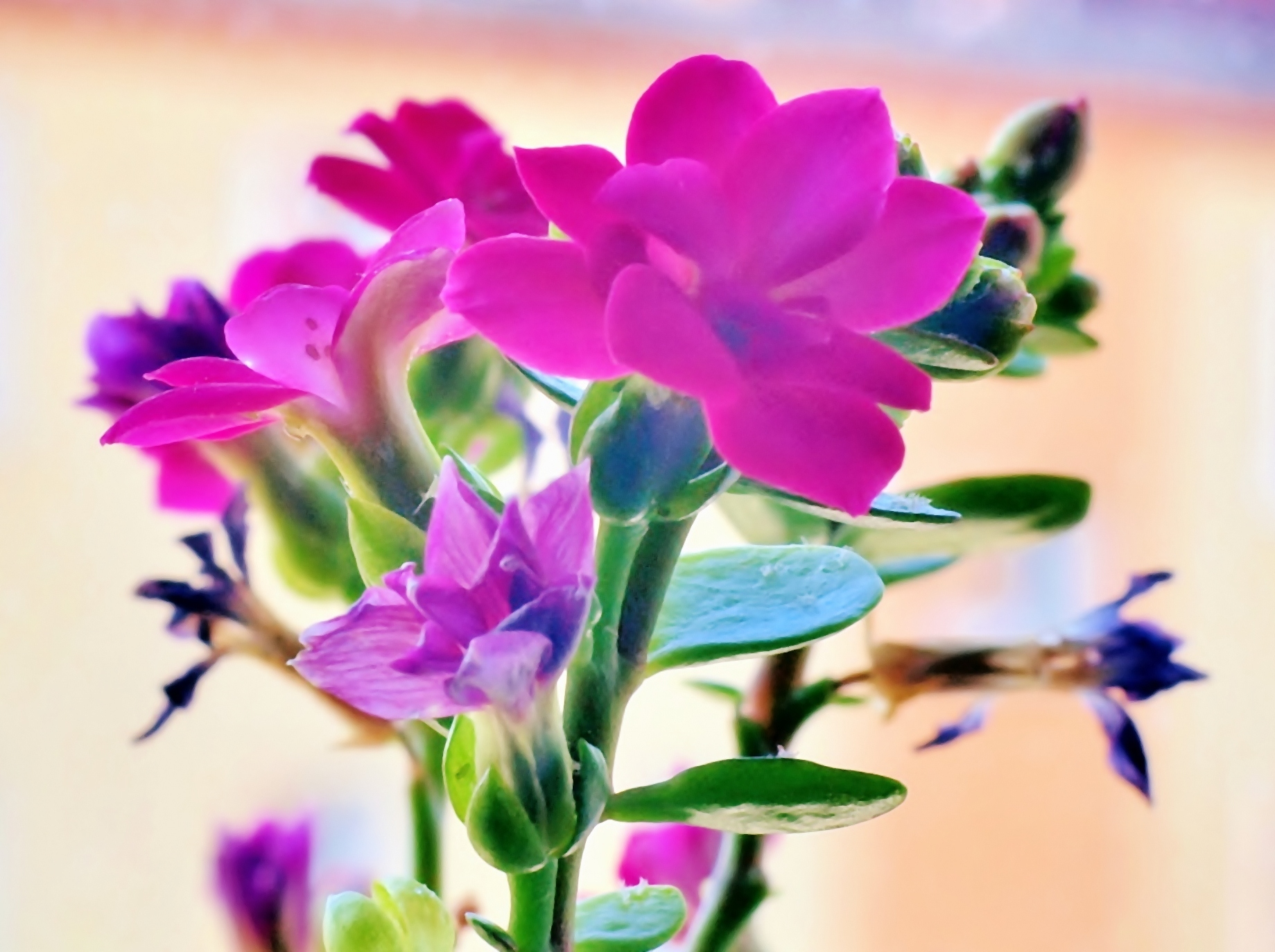
Flores

## Descripción
Kalanchoe arborescens forma pequeños árboles que alcanzan un tamaño de hasta 8 metros de altura. El tallo es fácil que tenga abajo un diámetro de hasta 10 centímetros. Por encima, se bifurca, las carnosas y desnudas ramas, son tres  y tienen una longitud de 5 a 10 centímetros. Las hojas gruesas y carnosas,  son tres y más o menos alternas. La lámina es casi circular, ovoide  de 1,5 a 4 cm de largo y 1-3 cm de ancho. Se redondea y reduce en la parte superior de la base. El margen de la hoja es entero. La inflorescencia es piramidal  2-6 cm de ancho. 

## Taxonomía
Kalanchoe arborescens fue descrita por Jean-Henri Humbert  y publicado en Bulletin du Muséum d'Histoire Naturelle, sér. 2 5: 163–164. 1933.
Etimología
Ver: Kalanchoe
arborescens: epíteto latino que significa "con forma de árbol".